# 塞法杰
塞法傑（羅馬化：Safāga）是埃及紅海省的一個城鎮，2006年共有人口34,221人。